# Thecidellina barretti
Thecidellina barretti är en armfotingsart som först beskrevs av Davidson 1864.  Thecidellina barretti ingår i släktet Thecidellina och familjen Thecidellinidae. Inga underarter finns listade i Catalogue of Life.